# Olios oubatchensis
Olios oubatchensis là một loài nhện trong họ Sparassidae.
Loài này thuộc chi Olios. Olios oubatchensis được Lucien Berland miêu tả năm 1924.